# 一畑電気鉄道70系電車
一畑電気鉄道70系電車（いちばたでんきてつどう70けいでんしゃ）は、かつて一畑電気鉄道（現・一畑電車）に在籍した電車。1964年（昭和39年）3月と同年8月の二度にわたって、西武鉄道より同社クモハ301形電車を譲り受け、導入したものである。
本項では、70系電車同様に西武鉄道からの譲渡車両である60系電車（初代）、およびデハ10形電車（初代）・クハ100形電車（3代）についても併せて記述する。

## 概要
一畑電気鉄道においては、老朽化した従来車の代替および輸送力増強を目的として、1957年（昭和32年）から1964年（昭和39年）にかけて西武鉄道より同社で廃車となった中古車両を順次導入した。
1957年（昭和32年）から1959年（昭和34年）にかけて、クハ100形（初代）など老朽化が著しく進行した木造車体の制御車各形式の代替目的で、クハ1231形電車クハ1232・1235 - 1238の計5両を譲り受け、デハ10形（初代）11およびクハ100形（3代）101 - 104として導入した。西武クハ1231形は西武鉄道の前身企業である武蔵野鉄道が1940年（昭和15年）11月に梅鉢車輛および木南車輌製造において新製した3扉ロングシート仕様の制御車であった。
次いで1960年（昭和35年）から翌1961年（昭和36年）にかけて、モハ221形・クハ1221形電車モハ226・228・229およびクハ1221・1223・1230を譲り受けて60系（初代）デハ60形61 - 63およびクハ160形161 - 163として導入し、さらに1964年（昭和39年）にはクモハ301形301 - 304を譲り受けて70系デハ70形71・72およびクハ170形171・172として導入した。西武モハ221形・クハ1221形は（旧）西武鉄道が1941年（昭和16年）3月に梅鉢車輛において、西武クモハ301形は武蔵野鉄道が1942年（昭和17年）9月に木南車輌製造においてそれぞれ新製した、（旧）西武・武蔵野の両事業者における最後の新製車両であった。
60系および70系はいずれも急行列車運用車両の体質改善、および1964年（昭和39年）4月の出雲市ターミナルビルの開業に伴う電鉄出雲市駅の新装オープンに際して新設された特急列車への充当を目的として導入されたことから、譲渡に際しては西武所沢車両工場において西武鉄道（以下「西武」）在籍当時の3扉ロングシート仕様から2扉セミクロスシート仕様への改造を実施した。また、両系列とも車両番号（以下「車番」）末尾が同番号の電動車・制御車の組み合わせによる半固定の2両編成を組成したが、西武在籍当時は全車とも電動車であった70系については、導入に際して半数を電装解除の上で制御車化改造を施工した。
デハ10形（初代）11は1961年（昭和36年）に除籍されたが、その他の車両についてはクハ100形は従来車の制御車として、60系・70系は主に特急・急行用車両として、それぞれ北松江線における主力車両として運用された。その後の後継車両の導入に伴い、60系は1985年（昭和60年）に、70系は1995年（平成7年）に、クハ100形は1996年（平成8年）にそれぞれ形式消滅した。

## 車体

### 外観
デハ10形およびクハ100形は、全長17,000 mmの半鋼製車体を有する。いずれも西武在籍当時と同様に片側に3箇所客用扉を備える3扉構造であるが、譲渡に際しては両形式とも旧来の連結面側の妻面に運転台を新設し、乗務員扉を増設して両運転台構造に改造された。側面窓配置はdD6D6Dd（d：乗務員扉、D：客用扉、各数値は側窓の枚数）である。なお、デハ11およびクハ100形101 - 104は、製造メーカーが前者が梅鉢車輛、後者が木南車輌工業とそれぞれ異なり、窓寸法を含む各部寸法や乗務員扉形状などに相違点を有した。
60系は全長17,000 mmの半鋼製車体を、70系は前掲の各形式と比較して1,000 mm長い全長18,000 mmの半鋼製車体をそれぞれ有し、制御電動車デハ60形・デハ70形は電鉄出雲市側妻面に、制御車クハ160形・クハ170形は一畑口側妻面に運転台を備え、それぞれの逆側妻面には貫通扉および貫通幌を備える片運転台構造である。西武在籍当時は両系列とも片側に3箇所客用扉を備える3扉構造であり、側面窓配置は60系（元西武モハ221形・クハ1221形）がd1D4D4D2、70系が（元西武クモハ301形）がdD5D5D1とそれぞれ異なっていたが、前述の通り導入に際していずれも2扉クロスシート仕様に改造され、70系については客用扉移設を伴う大がかりな改造を施工し、側面窓配置はd1D10D2で統一された。もっとも、窓配置以外の部分に関しては種車の相違に由来する外観上の差異が存在し、60系が窓上補強帯を省略したノーシル構造であったのに対し70系は窓の上下に補強帯（ウィンドウシル・ヘッダー）を備えること、車体裾部の形状が60系の一直線形状に対し70系は前後妻面付近で一段下がった形状となっていたこと、妻面の形状を始めとした前面形状、乗務員扉の形状、窓寸法を含む各部寸法など多くの相違点を有した。その他、60系・70系とも窓サッシのアルミ枠化などが施工されたほか、70系については西武在籍当時は木製であった雨樋の金属化、および戸袋窓に相当する窓の固定支持方式をHゴム固定に改造した。
車体塗装はデハ10形およびクハ100形は従来車に準じる上半分をクリーム、下半分を赤系とした二色塗装で竣功したが、60系はオレンジ地に窓下補強帯部を白とした新塗装が採用された。さらに70系については黄色地に窓下補強帯部を青とした新塗装となり、60系についても後年同塗装へ塗り替えられたほか従来車にも順次普及し、同塗装は後の一畑電気鉄道における標準塗装とされた。

### 内装
デハ10形およびクハ100形は、西武在籍当時と同様にロングシート仕様である。1958年（昭和33年）8月に導入されたクハ100形102より車内照明に蛍光灯を一畑電気鉄道の車両としては初めて採用し、翌1959年（昭和34年）2月に導入されたクハ103・104にも踏襲されたほか、クハ101についても同年8月15日付の設計変更認可により車内照明を白熱灯から蛍光灯に改造した。なお、デハ11形およびクハ100形全車については譲渡に際して客用扉の戸閉装置（ドアエンジン）を取り外し、手動扉仕様で竣功した。
60系は客用扉間に計10脚のボックスシートを、70系は計12脚のボックスシートをそれぞれ設置したセミクロスシート仕様である。座席数が異なるのは車体長の相違に起因し、座席定員もデハ60形・クハ160形の56人に対してデハ70形・クハ170形は64人と異なる。いずれも導入当初より蛍光灯照明を備え、客用扉は西武在籍当時と同様に戸閉装置を備える自動扉仕様である。また前述の特急列車運用時には、編成内の1両が座席指定車両に設定されることから、クハ160形・クハ170形については各座席に番号札が設置された。

## 主要機器

### 制御装置
制御方式は一畑電気鉄道における標準仕様である、アメリカのウェスティングハウス・エレクトリック (WH) 社開発の電空単位スイッチ式手動加速制御（HL制御）で全形式とも統一されており、西武在籍当時は自動加速制御仕様であった70系（元クモハ301形）についても主制御器換装によるHL制御化改造が実施された。デハ60形・デハ70形とも弱め界磁制御機能を有する。

### 主電動機
デハ60形に搭載される主電動機は西武在籍当時と同様にMT4（端子電圧675 V時 定格出力85 kW）が採用され、西武在籍当時は三菱電機製のMB-146C（端子電圧750 V時 定格出力100 kW）を搭載したデハ70形についても導入に際してMT4へ換装された。MT4主電動機は鉄道省における制式主電動機として採用された機種であり、メーカー形式はGE-244A（ゼネラル・エレクトリック (GE) 社製）もしくはSE-102（芝浦製作所製）である。駆動方式は吊り掛け式、歯車比は3.42 (19:65) である。

### 台車

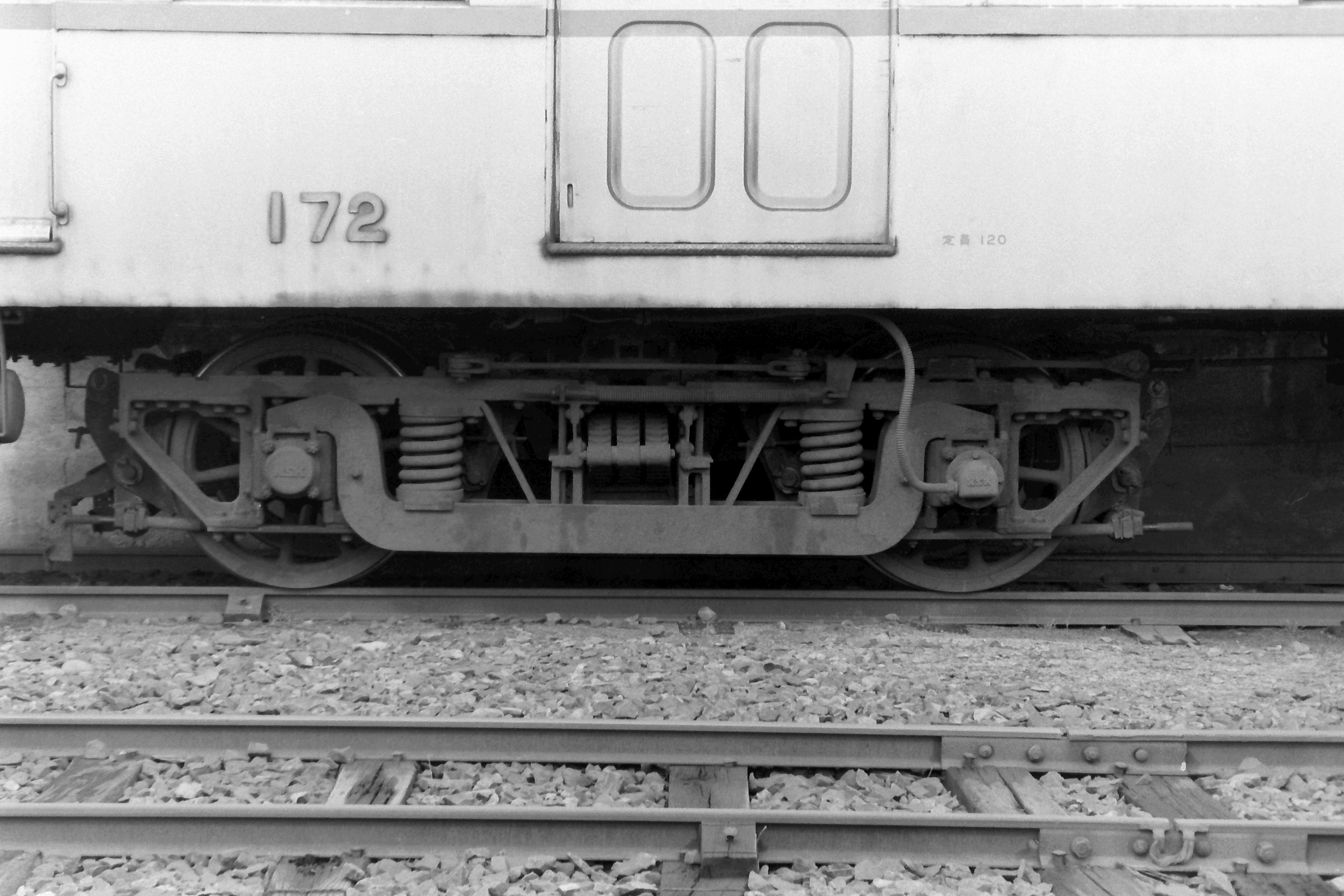
クハ172の台車

台車はデハ70形・クハ170形が木南車輌製造製の形鋼組立型釣り合い梁式台車を、デハ60形が鉄道省制式の釣り合い梁台車TR14Aを、クハ160形およびクハ100形が同TR10をそれぞれ装着する。いずれの台車も軸受部の構造は平軸受仕様である。

### 制動装置
デハ10形およびクハ100形が従来車との併結運用の必要性からSME非常弁付直通ブレーキ仕様とされたのに対し、60系および70系は西武在籍当時と同様にM三動弁を採用するAMM / ACM元空気溜管式自動空気ブレーキ仕様とされた。従って、両者は制御方式こそ同一であったものの、制動方式が異なるため併結運転は不可能であった。

### 補助機器等
補助機器は、デハ10形・デハ60形・デハ70形については走行機器とともに自車へ搭載したが、クハ100形は前述の蛍光灯照明化に伴う電源確保目的で、直流仕様の電動発電機（出力1.5 kW）を新設した。
連結器は、半固定編成を組成する60系および70系の連結面に密着連結器が採用されたほかは、いずれも並形自動連結器仕様である。

## 導入後の変遷
デハ10形およびクハ100形は従来車と共通運用で普通列車運用を中心に、60系および70系は前述の通り特急・急行運用を中心に運用された。
デハ11（初代）のみは1961年（昭和36年）11月に除籍され、西武へ返還されたものの、残る各形式については長年にわたって一畑電気鉄道の主力車両として運用された。クハ100形については1962年（昭和37年）2月に電鉄出雲市側の運転台機器を撤去して片運転台構造化され、翌1963年（昭和38年）11月には乗務員扉を撤去して側窓を増設した。その他、車体塗装をオレンジ地に窓下補強帯部を白とした手動扉仕様車の標準色に塗り替えられ、さらに手動扉仕様のまま黄色地に窓下補強帯部を青とした塗装に塗り替えられた。
また、後年60系およびクハ100形については雨樋の金属化が施工されたほか、1971年（昭和46年）2月から同年7月にかけて、60系・70系・クハ100形全車を対象に台車軸受部のコロ軸受化が実施された。
1982年（昭和57年）9月に開催された第37回国民体育大会（通称「くにびき国体」）に際して、観客輸送を担うこととなった一畑電気鉄道において車両近代化が計画され、1981年（昭和56年）より西武から譲り受けた80系電車（元451系電車）の導入を開始、同系列と置き換えられる形で同年12月にクハ104が廃車となった。翌1982年（昭和57年）9月には60系デハ61-クハ161編成およびデハ62-クハ162編成が同じく80系に置き換えられて廃車となり、さらに1985年（昭和60年）3月の90系電車（元西武551系電車）導入に伴って同年3月27日付で60系デハ63-クハ163編成も廃車となり、60系は全廃となった。
残る70系およびクハ100形については代替対象に含まれず、70系については北松江線に一日一往復設定された急行運用に最晩年まで専従するなど、80系・90系といった西武より譲り受けた戦後製の車両とともに運用された。しかし1990年代に至って両形式とも戦時設計が災いして各部の老朽化が著しい状態となり、保守が困難になりつつあったことから、当時残存していた昭和一桁年代に製造された車両に先んじて、京王帝都電鉄（現・京王電鉄）より譲り受けた同社5000系電車（一畑2100系電車）導入による代替対象となった。踏切事故で被災し運用から外れていたクハ100形103が1994年（平成6年）6月に廃車となったことを皮切りに、1995年（平成7年）1月に70系デハ72-クハ172編成が廃車となった。同年3月25 - 27日には同デハ71-クハ171編成がさよなら運転を行い廃車となりこれにより70系は全廃となった。残るクハ100形101・102についても翌1996年（平成8年）12月に除籍され、本項にて扱う各形式は全て形式消滅した。

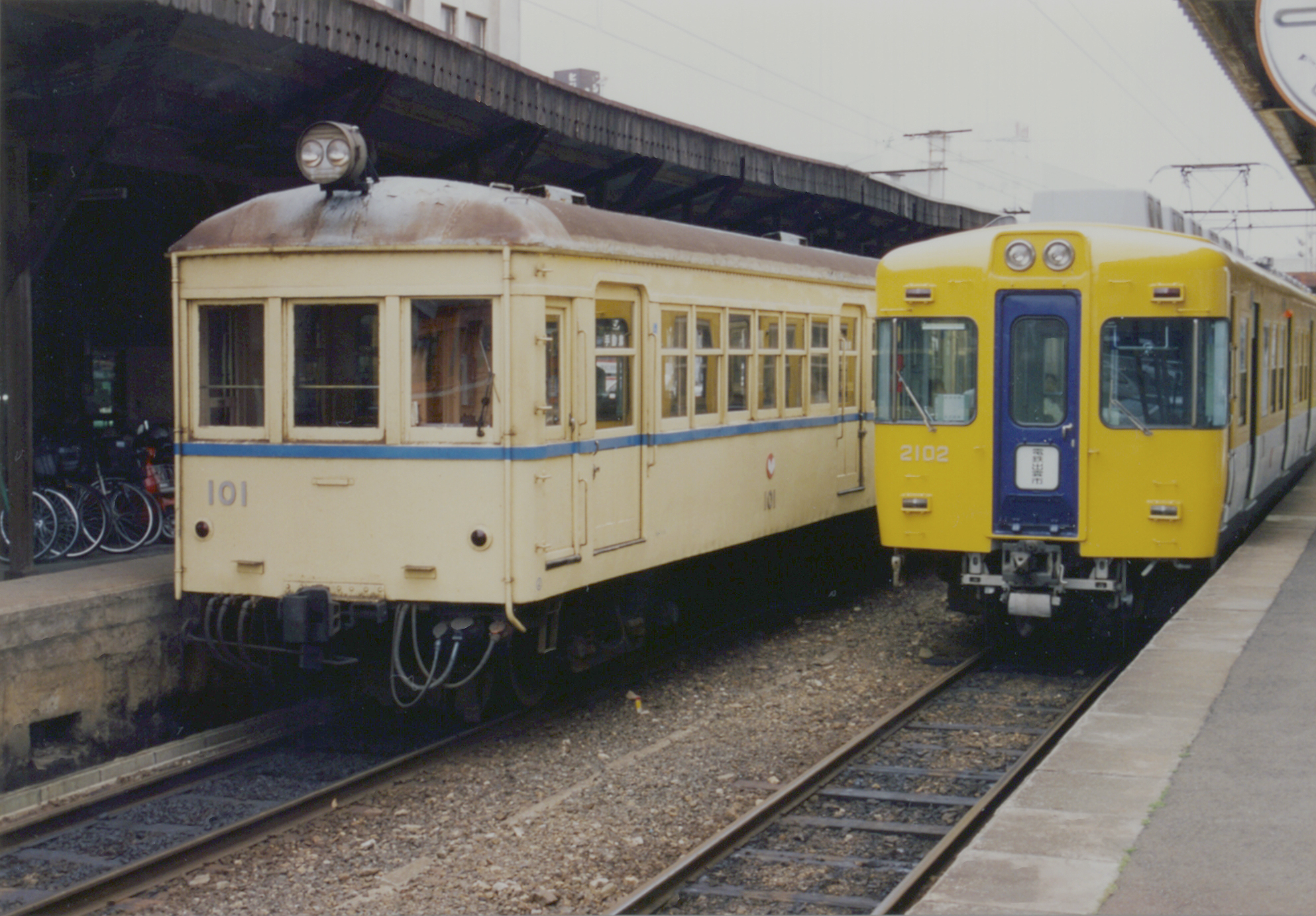
クハ100形「クハ101」1995年5月4日 松江温泉（現:松江しんじ湖温泉）駅撮影
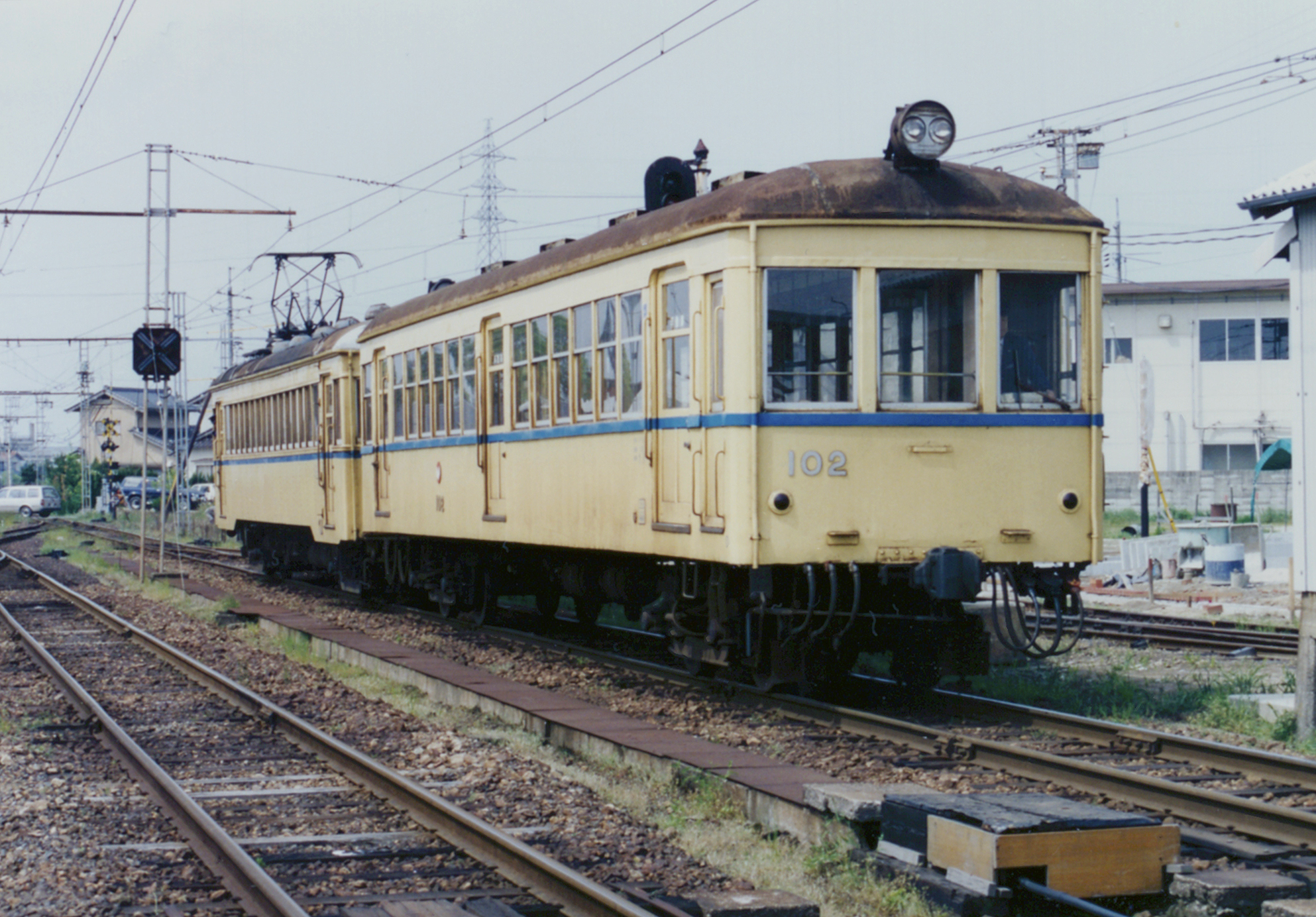
クハ100形「クハ102」1995年5月4日 川跡駅撮影
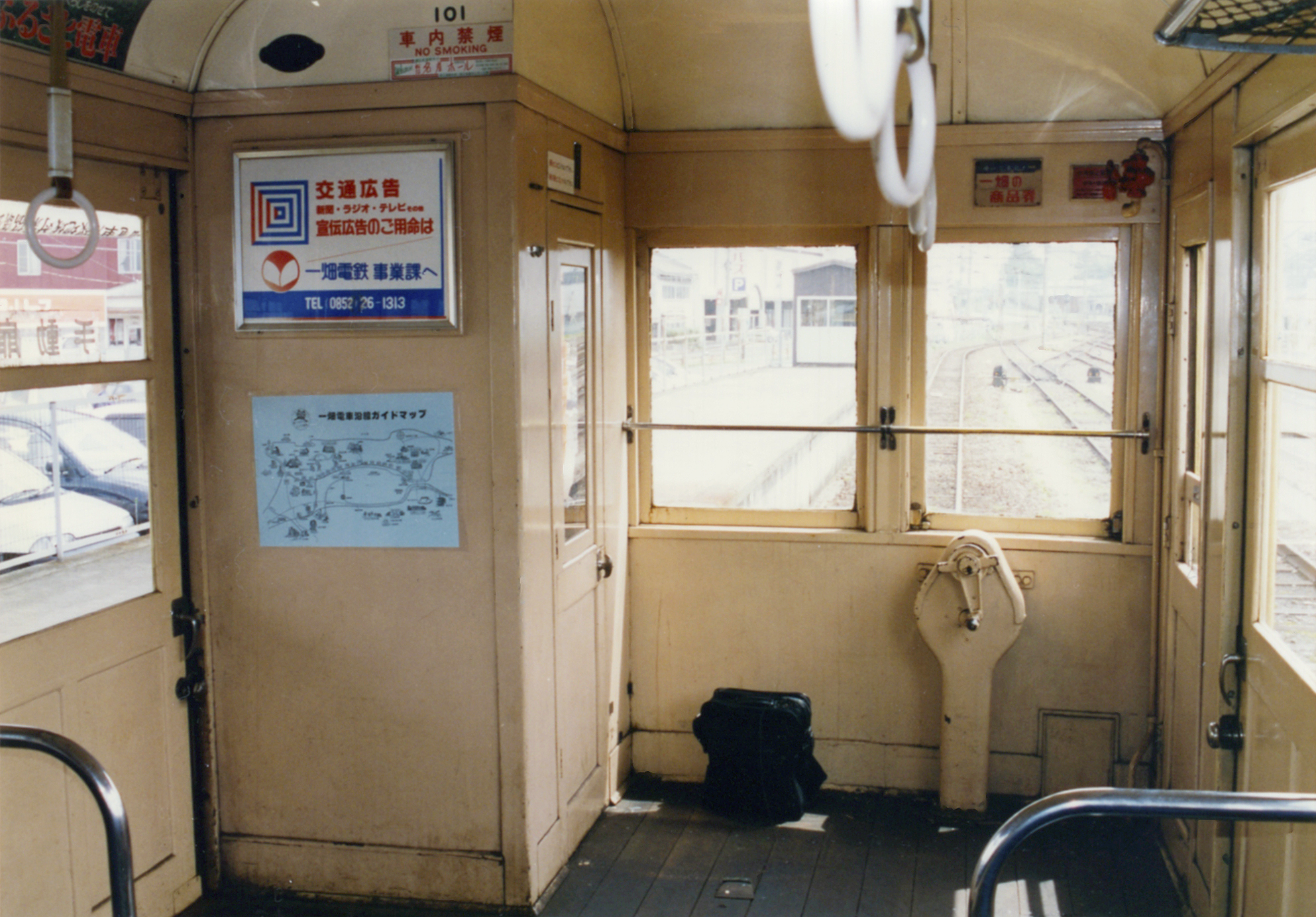
クハ100形「クハ101：運転台」1995年5月4日 電鉄出雲市駅撮影
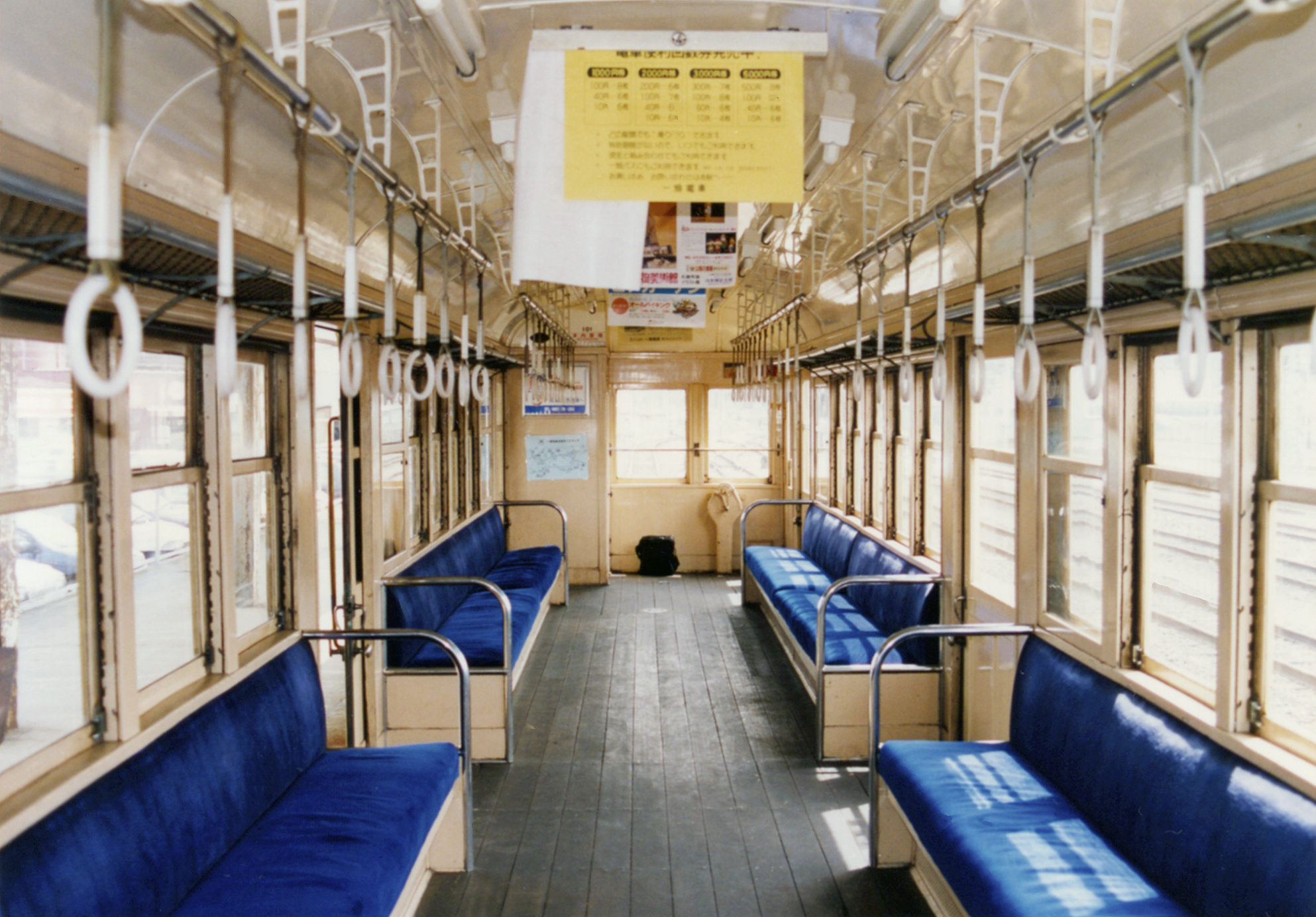
クハ100形「クハ101：客室内」1995年5月4日 電鉄出雲市駅撮影

## 車歴
|                    | 形式      | 車番    | 竣功年月  | 西武最終車番 | 廃車       | 備考                          |
| 60系               | デハ60形  | デハ61  | 1960年7月 | モハ229      | 1982年9月  |                               |
| 60系               | デハ60形  | デハ62  | 1960年7月 | モハ228      | 1982年9月  |                               |
| 60系               | デハ60形  | デハ63  | 1961年9月 | モハ226      | 1985年3月  |                               |
| 60系               | クハ160形 | クハ161 | 1960年7月 | クハ1230     | 1982年9月  |                               |
| 60系               | クハ160形 | クハ162 | 1960年7月 | クハ1221     | 1982年9月  |                               |
| 60系               | クハ160形 | クハ163 | 1961年9月 | クハ1223     | 1985年3月  |                               |
| 70系               | デハ70形  | デハ71  | 1964年3月 | クモハ301    | 1995年1月  |                               |
| 70系               | デハ70形  | デハ72  | 1964年8月 | クモハ303    | 1995年3月  | 西武鉄道からの譲渡は1964年3月 |
| 70系               | クハ170形 | クハ171 | 1964年3月 | クモハ302    | 1995年1月  |                               |
| 70系               | クハ170形 | クハ172 | 1964年8月 | クモハ304    | 1995年3月  | 西武鉄道からの譲渡は1964年3月 |
| デハ10形 クハ100形 | デハ10形  | デハ11  | 1957年8月 | クハ1232     | 1961年11月 | 廃車後、西武鉄道へ返還        |
| デハ10形 クハ100形 | クハ100形 | クハ101 | 1958年1月 | クハ1235     | 1996年12月 |                               |
| デハ10形 クハ100形 | クハ100形 | クハ102 | 1958年8月 | クハ1236     | 1996年12月 |                               |
| デハ10形 クハ100形 | クハ100形 | クハ103 | 1959年2月 | クハ1237     | 1994年6月  |                               |
| デハ10形 クハ100形 | クハ100形 | クハ104 | 1959年2月 | クハ1238     | 1981年12月 |                               |